# فولز (فرنسا)
فولز (بالفرنسية: Folles)‏ هي بلدية في مقاطعة فيين العليا في منطقة أقطانية الجديدة غرب وسط فرنسا.